# Орт, Август
А́вгуст Фридрих Вильгельм Орт  (нем. August Orth, August Friedrich Wilhelm Orth; 25 июля 1828, Виндхаузен, Нижняя Саксония — 11 мая 1901, Берлин) — немецкий архитектор и градостроитель, много работавший в Берлине.

## Жизнь
Август Орт рос в многодетной семье фермера, которая в 1834 году переселилась в городское предместье Ленгефельд (нем. Lengefeld), относящееся сейчас к городу Корбах в федеральной земле Гессен.
Вслед за окончанием корбахской гимназии с 1848 года Август Орт начинает изучать архитектуру в Брауншвейгском техническом университете с параллельным посещением Академии живописи, но уже через два года переводится в Берлинскую академию архитектуры.
Его педагоги «эпохи после» Карла Шинкеля придерживались различных архитектурных направлений. Строгий Классицизм отстаивали Фридрих Август Штюлер, Иоганн Генрих Штрак и особенно теоретик архитектуры Карл Бёттихер. За развитие нового строительного искусства выступал Вильгельм Штир.
В 1854 году Август Орт сдаёт экзамен на прораба, но нестабильность политической и экономической ситуации мешает успешному старту его архитектурной карьеры. Он временно переключается на живопись, которой занимается в Берлинской академии искусств, а затем в мюнхенской Академии изобразительных искусств.
С 1852 года А. Орт входит в состав «Объединения архитекторов Берлина» и участвует в конкурсах, чтобы заявить о своих градостроительных способностях. Его эскиз княжеского дворца был представлен на конкурсе 1855 года, а в следующем году он выиграл премию Шинкеля за проект церкви для Гумбольдтской гавани в берлинском районе Митте. Однако реализовать этот проект не удалось из-за отсутствия финансирования.

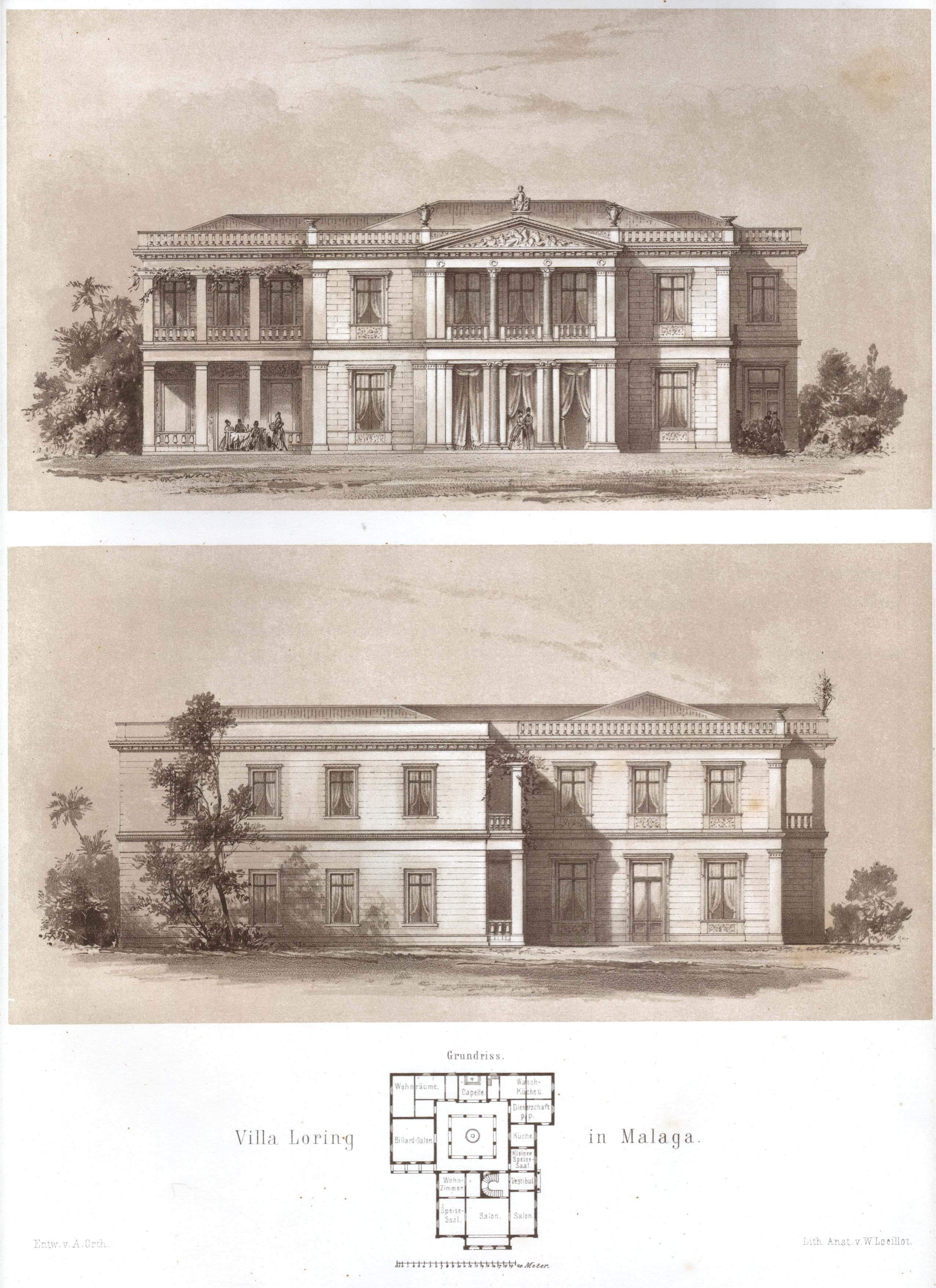
Вилла Лоринг на юге Испании / Малага (1865), архитектурный альбом

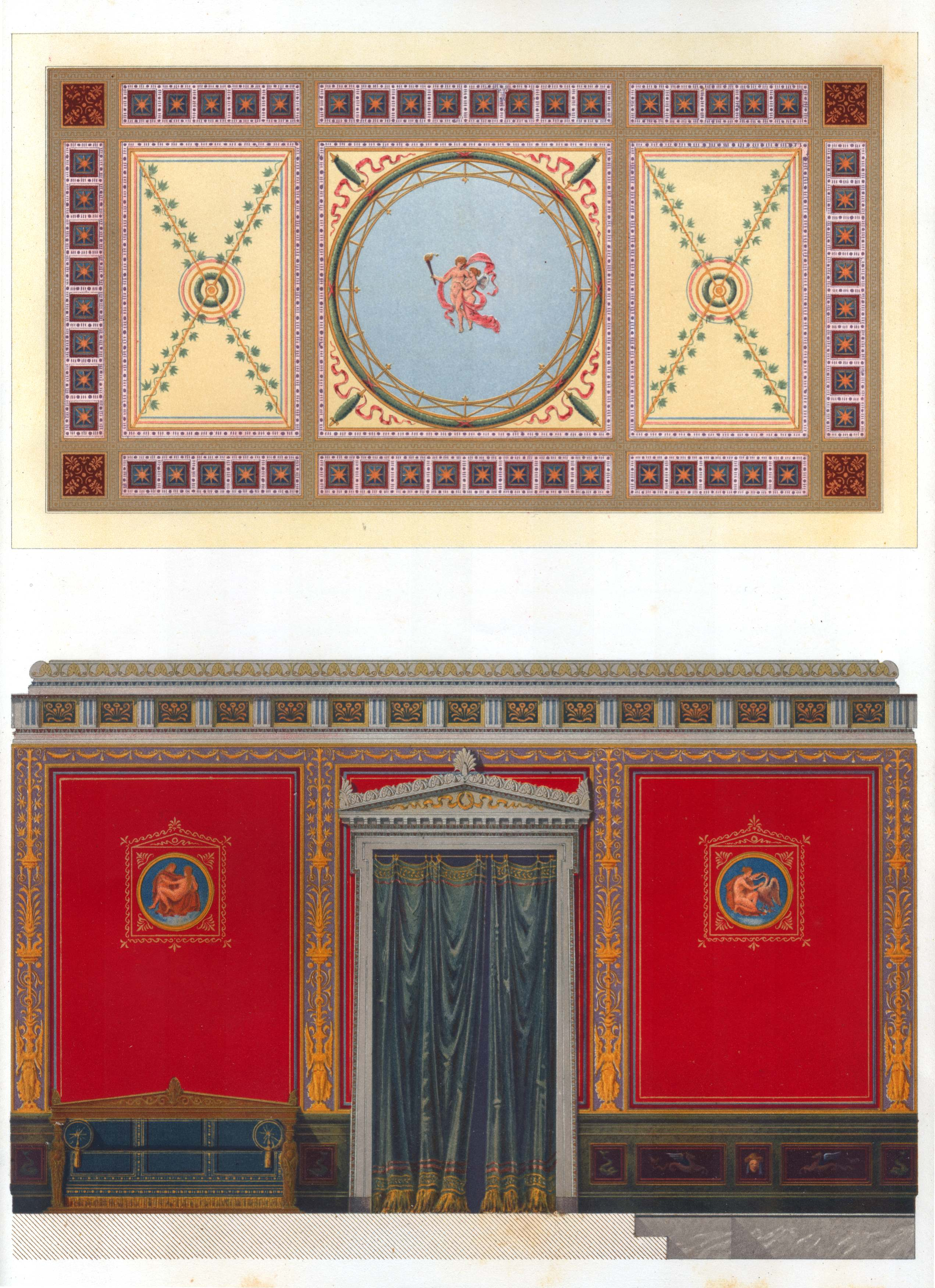
Эскизы для ванной дворца Штроусберга (1867), архитектурный альбом

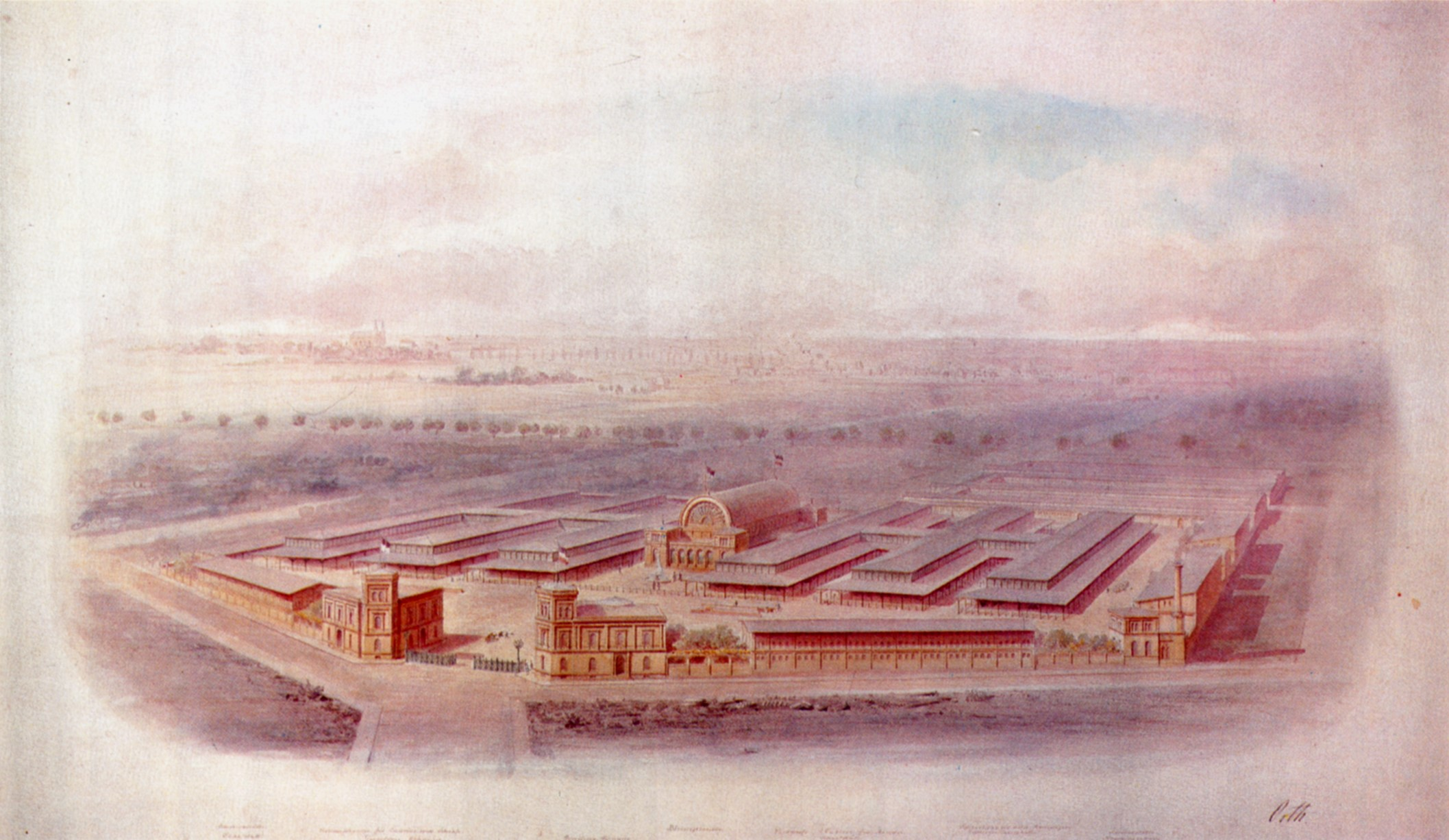
Эскиз берлинского скотного рынка (1868), архитектурный альбом

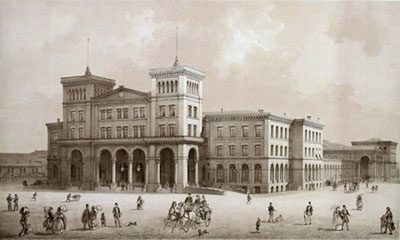
Вокзал «Гёрлитцер» (1872), журнал гражданского строительства

После поездок на стажировку в южную Германию с остановками в Хайдельберге, Марбурге, Нюрнберге и первой практикой в Рейнской области Август Орг в 1858 году сдаёт выпускной экзамен в Берлинской Академии архитектуры. За этим последовали (1859—1860) заграничные поездки на стажировку в южную Францию, Италию, Сицилию.
Кратковременная работа А. Орта (1861—1863) в Нижнесилезской железнодорожной компании сделала его надолго верным железнодорожному транспорту. Дополнительно он начал частный бизнес в сообществе с семьёй архитектора Эдуарда Кноблауха.
«Железнодорожный король» Бетель Генри Штроусберг снабжал Августа Орта, как своего домашнего архитектора, заказами, к примеру, на постройку личного дворца в центре Берлина (1867—1868), загородной резиденции в Богемии (1869—1871). Даже заказ на постройку берлинского скотного рынка (1868—1874) А. Орт получил через Б. Штроусберга, контролировавшего коммандитное товарищество.

Дворец Б. Штроусберга в берлинском районе Митте
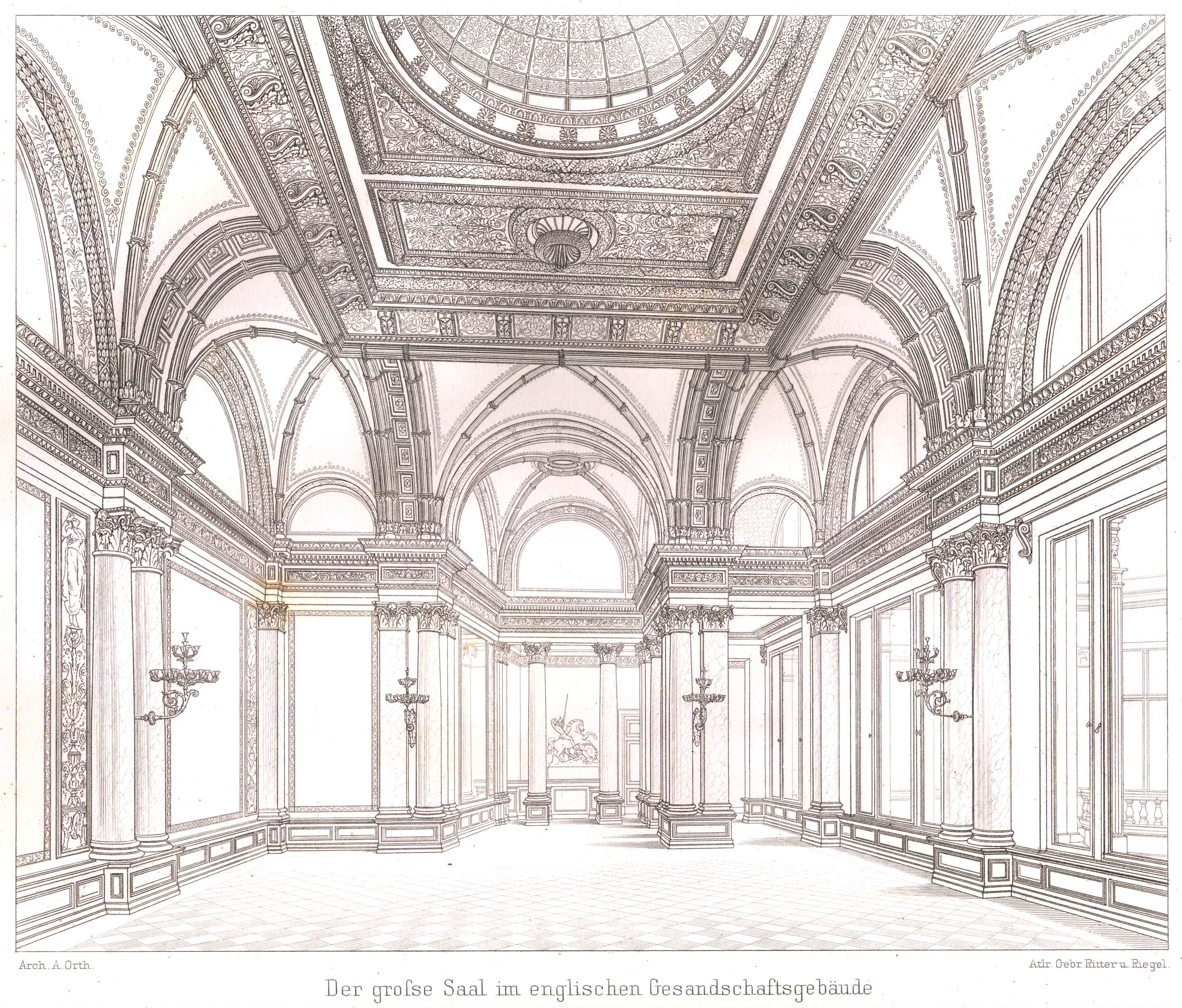
Проект праздничного зала, из архитектурного альбома	(1883)
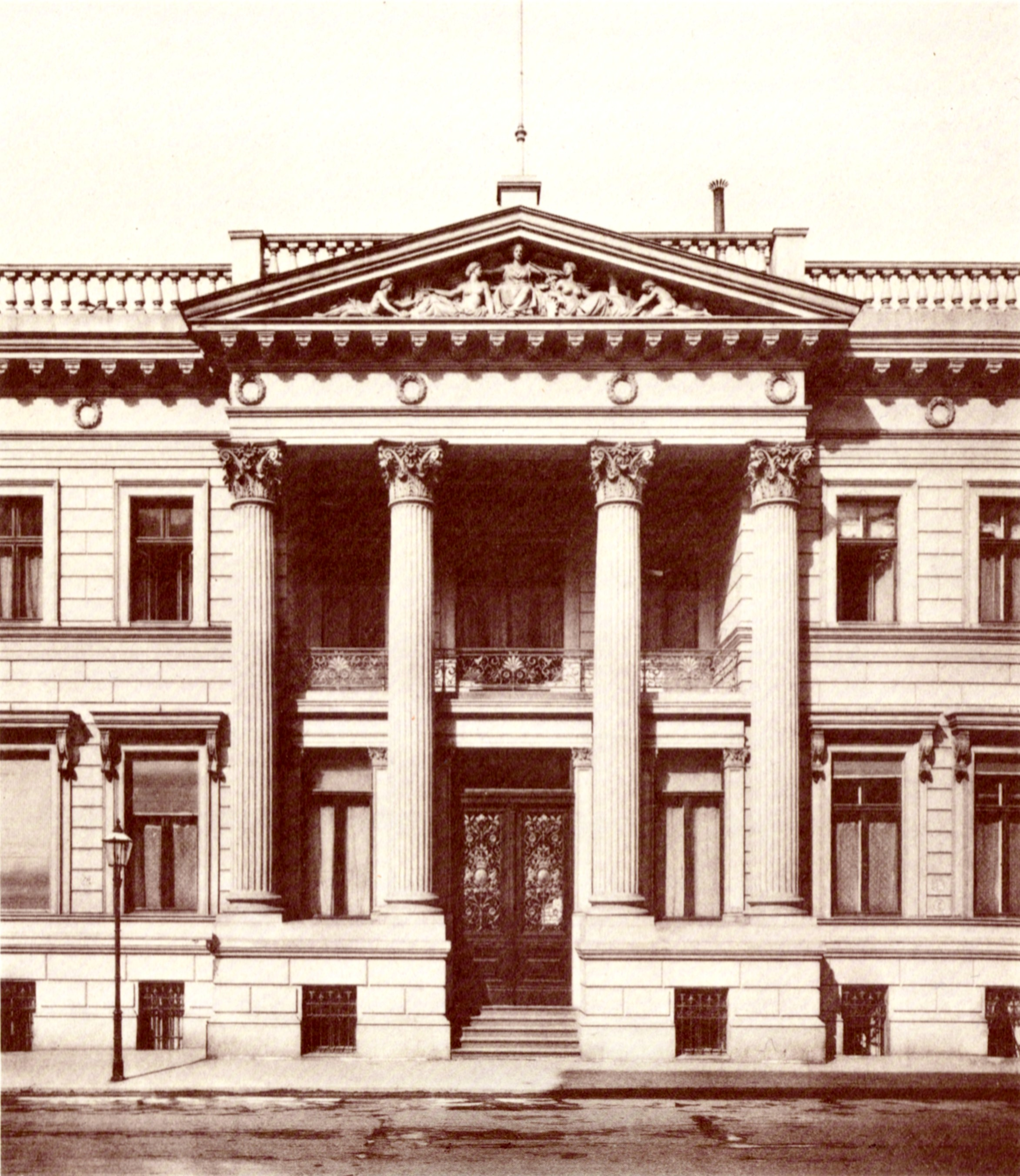
Вход во дворец, фотоархив (1890)
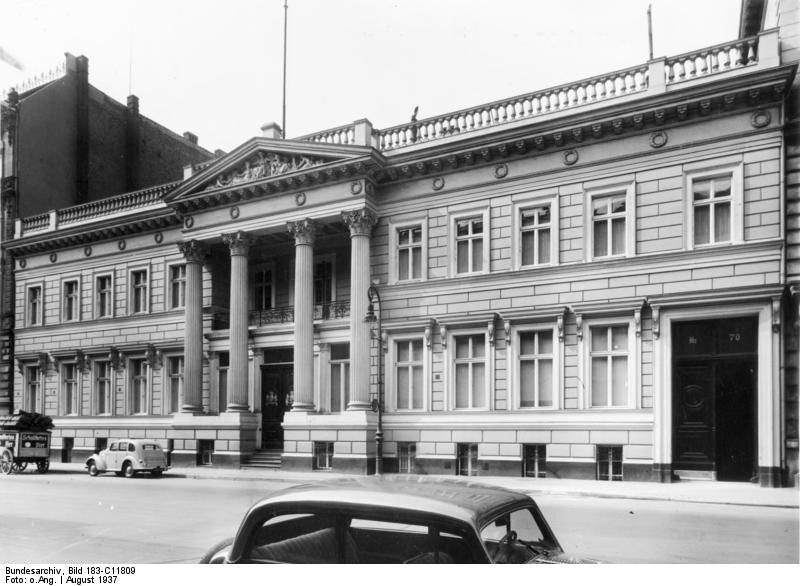
Британское посольство в здании дворца, фотоархив (1937)

В годы 1871—1873 А. Орт подготовил две докладные записки к проекту центральной берлинской железной дороги с использованием виадуков и четырёх рядов рельсовых путей. Этот проект, однако, был квалифицирован как выходящий за рамки реальных возможностей, тем не менее Августа Орта считают духовным отцом современной Берлинской городской электрички (нем. S-Bahn Berlin).
С 1865 года А. Орт занимается исследованиями акустики внутренних пространств и использует свои знания при строительстве церквей.
Из общего числа построенных в Берлине по проектам А. Орта культовых зданий с хорошей акустикой две церкви — Гефсиманская (1891—1893) и Ционскирхе (1866—1873) — стали известны далеко за пределами Германии, благодаря активности церковных общин во время мирной революции (1989—1990).
Культовые сооружения по проектам А. Орта возводились и в других городах, например, в Пирмонте, Найссе, Эссене, Вифлееме.

Эммаускирхе в берлинском районе Кройцберг
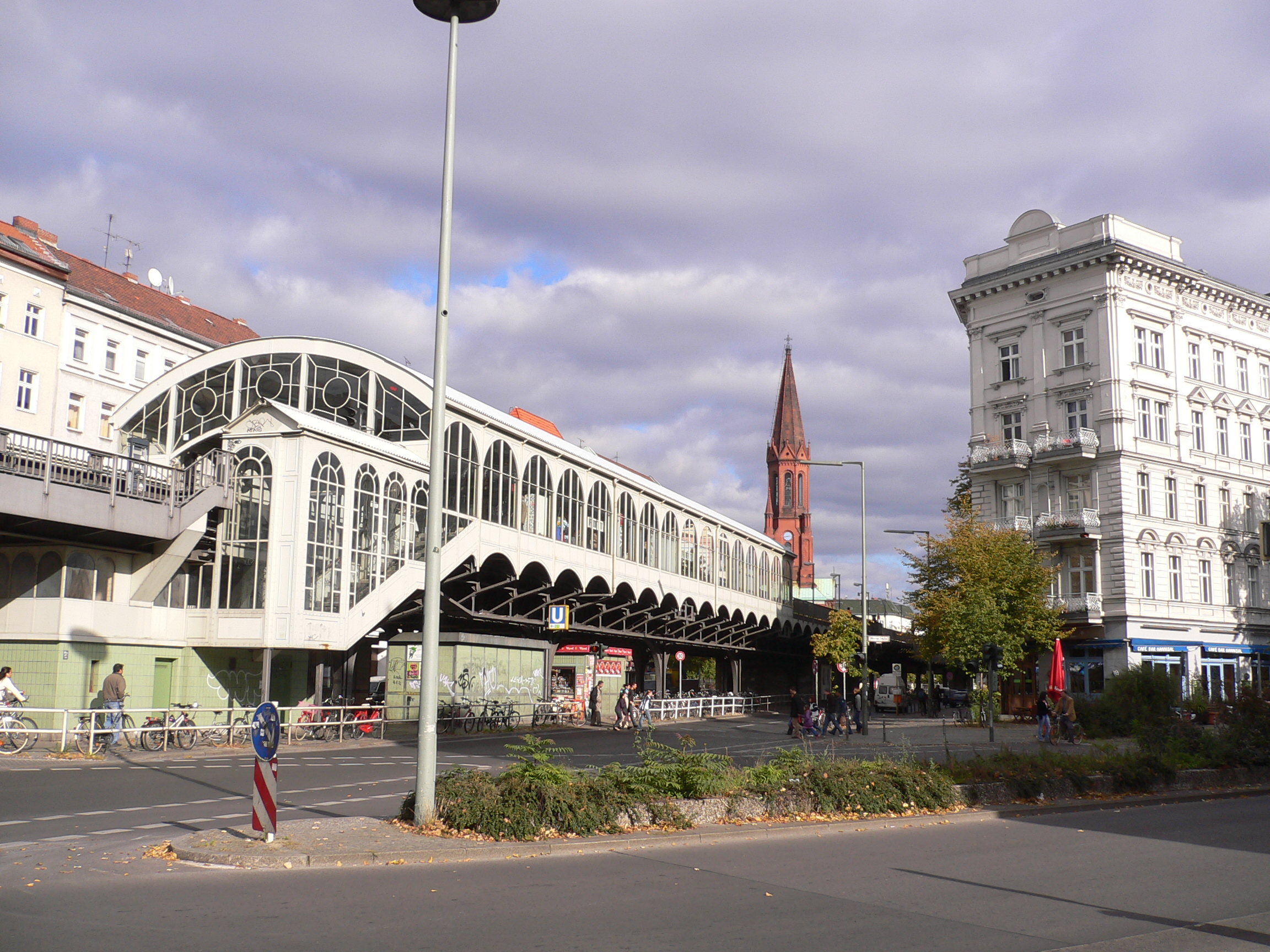
Вид от станции метро
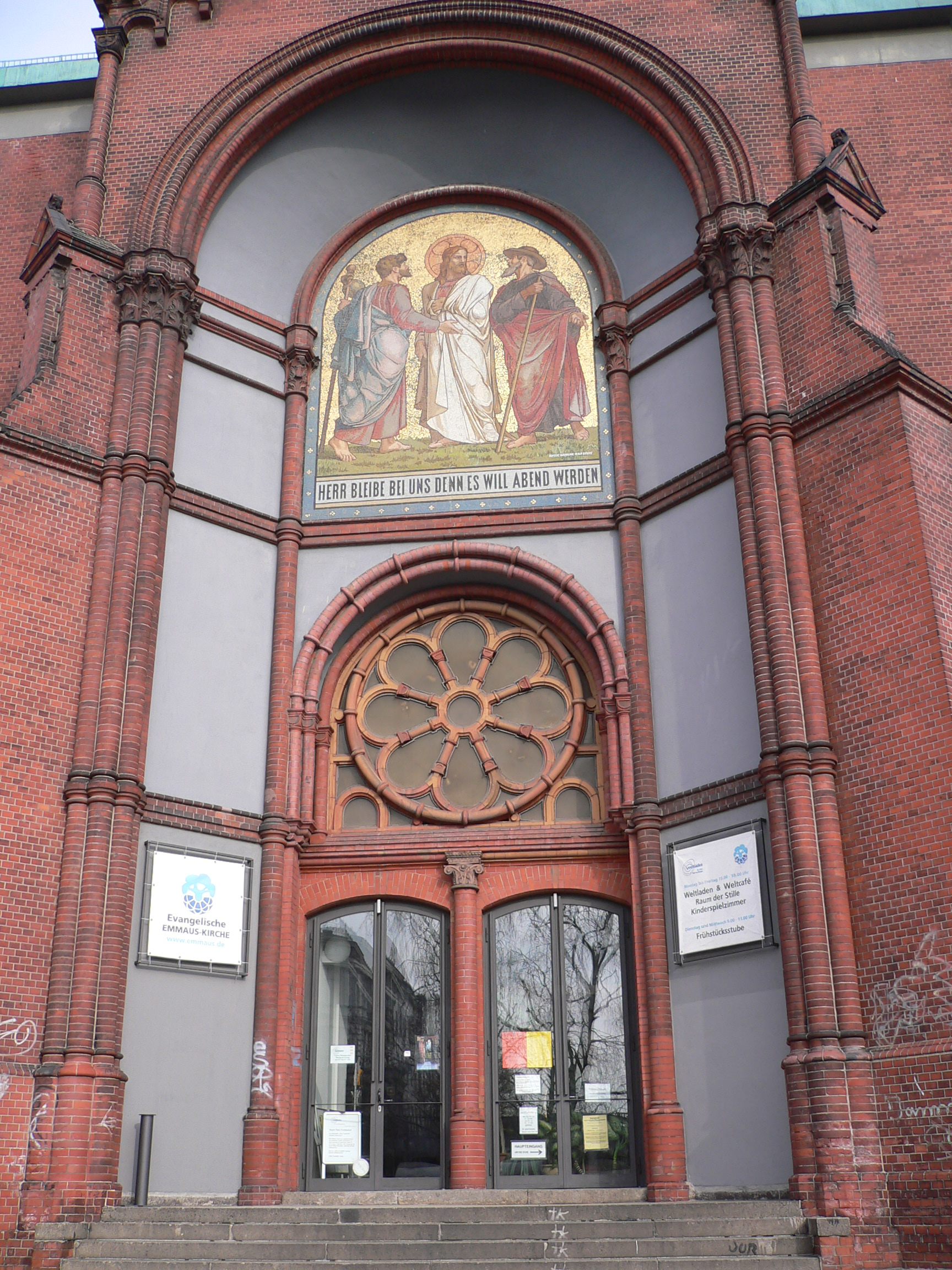
Портал Эммаускирхе
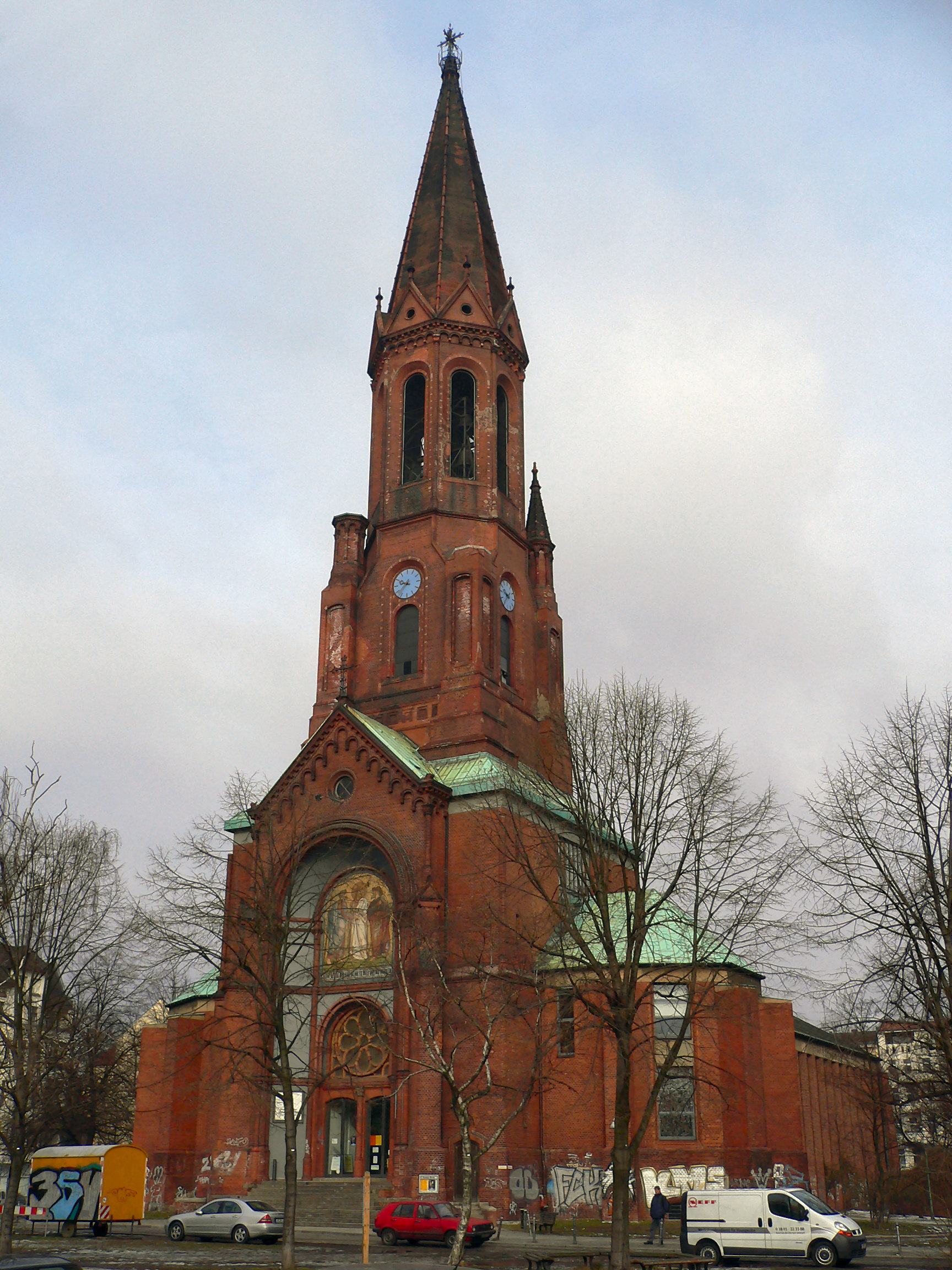
Вид с площади Лаузитцер

Официальное признание профессиональных заслуг Августа Орта выражалось в последовательном присвоении ему титулов: советника по строительству (1877), тайного советника по вопросам градостроительства (1893) и высшего тайного советника по архитектуре (1896).
В 1873 году Орт был избран действительным членом Берлинской академии искусств, а в 1893 году — Венской Академии изобразительных искусств.
В Пирмонте Августу Орту был присвоен титул «Почетного гражданина города Корбах», где он учился в гимназии.
После профессиональных стажировок в Англии, Испании, Италии, Франции и Швейцарии Орт на склоне своих лет проживал по берлинскому адресу Анхальтер-штрассе, дом 13 (нем. Anhalter Straße).
Август Орт скончался 11 мая 1901 после операции в берлинской больнице (нем. Lazarus-Krankenhaus). На Свято-Троицком кладбище II (нем. Dreifaltigkeitskirchhof II) в Кройцберге есть фамильное захоронение, где кроме Августа покоится его сестра Мария Орт — художница (1830—1910), а также его брат Альберт Орт — агроном и основатель сельскохозяйственной картографии (1835—1915).

## Работа
Широкий обзор работ Августа Орта дают оригинальные иллюстрации (общее число — 674) в Архитектурном музее Берлинского технического университета.

### Неосуществлённые проекты
- 1858: Эскиз берлинской ратуши, значительно повлиявший на реализованный проект Г. Ф. Веземана (нем. Hermann Friedrich Waesemann)
- 1862: Эскиз церкви Святого Фомы (нем. St.-Thomas-Kirche) в Берлине
- 1868: Эскиз Берлинского кафедрального собора
- 1871: План центральной железной дороги (нем. Centralbahn) в Берлине
- 1871 и 1874: Эскизы для прокладки улицы кайзера Вильгельма в Берлине
- 1872: Эскиз Рейхстага в Берлине
- 1873: Эскиз Штеттинского вокзала (нем. Stettiner Bahnhof) в Берлине, совместно с архитектором Э. Кноблаухом (нем. E. Knoblauch)
- 1875—1876: Эскиз застройки Музейного острова с пересечением его линией Берлинской городской электрички
- 1880: Эскиз реконструкции Немецкого собора на Жандарменмаркт в Берлине
- 1882: Эскиз церкви Благодарения (нем. Dankeskirche) в «ZOO»
- 1885: Эскиз синагоги в Берлине
- 1886: Проект подземного расширения на запад Циммерштрассе (нем. Zimmerstraße) в Берлине
- 1897: Проект каменных высоких виадуков для железнодорожного транспорта в центре Берлина
- Эскиз базара на Унтер-ден-Линден в центре Берлина

### Культовые сооружения
- 1867—1873: Ционскирхе, Берлин. Предварительный эскиз Густава Мёллера (нем. Gustav Möller)
- 1872—1874: Церковь в Бад-Пирмонт
- 1879: Евангелическая церковь Христа (нем. Christuskirche) в Ахаусе
- 1882—1883: Церковь Благодарения (нем. Dankeskirche) на Веддингплац (нем. Weddingplatz) в Берлине (разрушена во время Второй мировой войны)
- 1884: Захоронение в Вайсензе, Берлин
- 1885—1886: Евангелическая гарнизонная церковь в Найссе
- 1888—1891: Церковь мира (нем. Friedenskirche) на Руппинер-штрассе (нем. Ruppiner Straße) в Берлине
- 1889—1891: Евангелическая церковь во Вроцлаве
- 1890—1893: Гефсиманская церковь на Штаргардер-штрассе (нем. Stargarder Straße) в Берлине
- 1890—1893: Эммаускирхе на Лаузицер-плац (нем. Lausitzer Platz) в Берлине
- 1891—1893: Церковь Вознесения (нем. Himmelfahrtskirche ) в Хумбольдхайне, Берлин (разрушена во время Второй мировой войны)
- 1894—1895: Церковь Креста (нем. Kreuzeskirche) в Эссене
- 1900—1901: Кладбищенская часовня в Мариендорфе, Берлин
- Евангелическая церковь в Вифлееме

### Светские здания и разное
- 1861/1862: Центральная железнодорожная мастерская в Виттене
- 1864—1866: Железнодорожный мост над Ландвер-каналом в Берлине
- 1865: Королевский павильон железнодорожной станции в Хальбе
- 1865: Вилла Лоринг (нем. Villa Loring) на юге Испании / Малага
- 1865: Мост через реку Шпрее в Берлине
- 1866—1868: Гёрлицкий вокзал (нем. Görlitzer Bahnhof) в Берлине
- 1867—1868: Дворец Б. Штроусберга (нем. Palais Strousberg) на Вильгельмштрассе в Берлине (разрушен во время Второй мировой войны)
- 1868—1874: Скотный рынок на Брунненштрассе (нем. Brunnenstraße) в Берлине
- 1869—1871: Дворец в Богемии
- 1875: Жилые дома (совместно с Э. Кноблаухом) на Кёниггретцер-штрассе (нем. Königgrätzer Straße) в Берлине (разрушены)
- 1875—1888: Жилые дома в Брауншвейге
- 1878: Триумфальная арка для въезда Вильгельма I в Берлин
- 1880: Клубный дом на Шадовштрассе (нем. Schadowstraße) в Берлине (разрушен)
- 1881—1882: Жилые дома на Курфюрстенштрассе (с нем. — «Курфюрстенштрассе») (разрушены) и на Лейпцигской улице, дома 31/32 в Берлине
- 1888: Траурное оформление Дворцового моста в Берлине по случаю кончины Вильгельма I
- ок. 1890: Павильон фамильного склепа Альберта Ашера Михаэлиса (нем. Albert Ascher Michaelis) на Еврейском кладбище в Вайсензее, Берлин[7]
- 1891: Дворец Павелвиц (нем. Schloss Pavelwitz), Вроцлав[8]

### Трактаты
- Berliner Centralbahn. Eisenbahnprojekt zur Verbindung der Berliner Bahnhöfe nach der inneren Stadt. Berlin 1871.
- Denkschrift über die Reorganisation der Stadt Berlin. Berlin 1871.
- Neue Viehmarkt- und Schlachthaus-Anlage zu Berlin. Ernst & Korn, Berlin 1872.
- Die Zionskirche zu Berlin. Ernst & Korn, Berlin 1874.
- Zur baulichen Reorganisation der Stadt Berlin. Zwei Denkschriften und eine am Schinkelfeste 1875 gehaltene Festrede. Ernst & Korn, Berlin 1875.
- Entwurf zu einem Bebauungsplan für Strassburg. Bearbeitet von August Orth. E. A. Seemann, Leipzig 1878.
- Die Zukunft Charlottenburgs in Beziehung zu den neuen Verkehrswegen und zur Einverleibung in Berlin. Berlin 1881.
- Die Dankeskirche in Berlin. Ernst & Korn, Berlin 1890.
- Anlagen zur Erzielung einer guten Akustik. In: Josef Durm (Hrsg.): Handbuch der Architektur, Teil 3: Die Hochbau-Constructionen, Band 6. Bergsträsser, Darmstadt 1891.